# Атлетика на Летњим олимпијским играма 1900 — 60 метара за мушкарце
Трка на 60 метара за мушкарце је најкраћа атлетска дисциплина која је први пут уврштена у програм Олимпијских игара 1900. у Паризу. Такмичење је одржано 15. јула 1900. Учествовало је 10 спортиста из 6 земаља.
Полуфинале и финале су одржани истог дана.

## Земље учеснице
- Аустралија (1)
- Индија (1)
- Мађарска (2)
- САД (4)
- Француска (1)
- Шведска (1)

## Рекорди пре почетка такмичења
| Најбољи резултат на свету | ?                              | ?                              | ?                              | ?                              | ?                              |
| Олимпијски рекорд         | први пут на олимпијским играма | први пут на олимпијским играма | први пут на олимпијским играма | први пут на олимпијским играма | први пут на олимпијским играма |

## Освајачи медаља
|                     |                  |                         |
| Алвин Кренцлајн САД | Џон Туксбери САД | Стенли Роули Аустралија |

## Нови рекорди после завршетка такмичења
| Најбољи резултат на свету | 7,00 | Алвин Кренцлајн | САД | Париз, Француска | 15. јул 1900. |
| Олимпијски рекорд         | 7,00 | Алвин Кренцлајн | САД | Париз, Француска | 15. јул 1900. |

## Резултати

### Полуфинале
У полуфиналу такмичари су били подељени у две групе. По двојица првопласираних такмичили су се у финале.

#### Група 1
| Место | Атлетичар                    | Резултат  |
| ----- | ---------------------------- | --------- |
| 1     | Алвин Кранцлајн САД          | 7,0 с ОР  |
| 2     | Едмунд Мајнахан САД          | непознато |
| 3     | Норман Причард Индија        | непознато |
| 4-5   | Адолф Клингелхофер Француска | непознато |
| 4-5   | Исак Вестергрен Шведска      | непознато |

#### Група 2
| Место | Атлетичар               | Резултат  |
| ----- | ----------------------- | --------- |
| 1     | Џон Туксбери САД        | 7,2 с     |
| 2     | Стенли Роули Аустралија | непознато |
| 3     | Вилијам Холанд САД      | непознато |
| 4-5   | Пал Копан Мађарска      | непознато |
| 4-5   | Ерне Шуберт Мађарска    | непознато |

### Финале
| Место | Атлетичар               | Резултат  |
| ----- | ----------------------- | --------- |
|       | Алвин Кренцлајн САД     | 7,0 с =ОР |
|       | Џон Туксбери САД        | 7,1 с     |
|       | Стенли Роули Аустралија | 7,2 с     |
| 4     | Едмунд Мајнахан САД     | 7,2 с     |

## Биланс медаља
|   | Земља      |   |   |   |   |
| - | ---------- | - | - | - | - |
| 1 | САД        | 1 | 1 | 0 | 2 |
| 1 | Аустралија | 0 | 0 | 1 | 1 |
|   | Укупно (2) | 1 | 1 | 1 | 3 |